# 피터 트루질
피터 트루질(영어: Peter Trudgill 영어 발음: /ˈtrʌdɡɪl/, 1943년 11월 7일 ~ )은 영국의 사회언어학자이다.

## 노리치 음운 변이 연구
트루질은 윌리엄 라보프의 뉴욕시 음운 변이 연구를 원용하여 자신의 고향인 영국 노리치에서의 음운 변이를 연구하였다.
라보프가 A B C D로 말투를 나눈 것처럼 트루질도 단어 리스트 말투(word list style), 읽기 말투(reading passage style), 격식 말투(formal speech), 일상 말투(casual speech)로 나누어 x축으로 삼았다. 그리고 사회 계층은 중중류, 중하류, 상근로, 중근로, 하근로 계층으로 나누어 그래프를 그렸고 음운변수값을 y축에 두었다.
결과는 라보프의 그것과 같았다. 음운변수 (ng)의 경우 표준음인 [ng]와 비표준음인 [n]의 대립에서 하류층으로 갈수록, 일상어로 갈수록 비표준음을 사용하는 빈도가 높았다. 트루질의 경우 라보프의 과잉교정 현상이 나타나지 않았다는 것만 다르다.
노리치의 변이 연구는 라보프의 방법론이 옳았음을 다시한번 입증했다는 면에서 의미를 가진다.